# Галюта Леонтій Семенович
Леонтій Семенович Галюта (нар. 13 квітня 1959, Львів) — український футболіст, захисник.

## Кар'єра
З 1977 по 1988 рік виступав за команди української зони другої ліги. Захищав кольори львівського СКА, луцького «Торпедо», чернівецької «Буковини», «Колоса» з Павлоградського району і тернопільської «Ниви».
У складі сільської команди з Дніпропетровщини двічі здобував срібні нагороди чемпіонату УРСР і одного разу — бронзові. Втретє титул віце-чемпіона здобув з тернопільською «Нивою». Всього в другій лізі провів 261 матч, 9 забитих м'ячів.
Досягнення
- Другий призер чемпіонату УРСР (3): 1983, 1984, 1987
- Третій призер чемпіонату УРСР (1): 1982

| Сезон | Команда               | Ліга | Ігри | Голи |
| ----- | --------------------- | ---- | ---- | ---- |
| 1977  | СКА (Львів)           | D3   | 19   | 0    |
| 1979  | «Торпедо» (Луцьк)     | D3   | 19   | 2    |
| 1980  | «Торпедо» (Луцьк)     | D3   | 1    | 0    |
| 1981  | «Буковина» (Чернівці) | D3   | 11   | 0    |
| 1982  | «Колос» (Межиріч)     | D3   | 44   | 2    |
| 1983  | «Колос» (Межиріч)     | D3   | 35   | 1    |
| 1984  | «Колос» (Межиріч)     | D3   | 34   | 1    |
| 1985  | «Нива» (Тернопіль)    | D3   | 23   | 1    |
| 1986  | «Нива» (Тернопіль)    | D3   | 38   | 1    |
| 1987  | «Нива» (Тернопіль)    | D3   | 35   | 1    |
| 1988  | «Торпедо» (Луцьк)     | D3   | 2    | 0    |